# Мешанович, Ясмин
Ясмин Мешанович (босн. Jasmin Mešanović; 6 января 1992, Тузла) — боснийский футболист, нападающий клуба «Кишварда» и сборной Боснии и Герцеговины.

## Клубная карьера
Во взрослом футболе дебютировал в возрасте 18 лет в апреле 2010 выступлениями за «Слободу» (Тузла). В том сезоне этот матч так и остался единственным для игрока, а основным он стал только в сезоне 2011/12, приняв участие в 25 матчах чемпионата, в которых забил 5 голов, однако клуб занял 15 место и вылетел из высшего дивизиона.
В течение 2012-2014 годов защищал цвета другого клуба высшего боснийского дивизиона клуба «Челик» (Зеница).
Своей игрой за последнюю команду привлек внимание представителей тренерского штаба хорватского «Осиека», в состав которого присоединился в июле 2014 года. Отыграл за команду из Осиека следующий сезон своей игровой карьеры, приняв участие в 28 матчах чемпионата, после чего вернулся на родину и в течение 2015—2017 годов выступал за «Зриньски», с которым в обоих сезонах выиграл национальный чемпионат.
В июне 2017 года на правах свободного агента подписал трехлетнее соглашение со словенским «Марибором». По состоянию на 2 января 2018 года  отыграл за команду из Марибора 17 матчей в национальном чемпионате.

## Карьера в сборной
В течение 2011-2014 годов привлекался в состав молодежной сборной Боснии и Герцеговины. На молодежном уровне сыграл в 14 официальных матчах, забил 3 гола.
16 декабря 2011 года дебютировал в официальных матчах в составе национальной сборной Боснии и Герцеговины в товарищеской игре против сборной Польши (0:1), выйдя на замену во втором тайме.